# Stará Rauma
Stará Rauma je označení pro starou městskou čtvrť – centrum finského města Rauma, které je postaveno ze dřeva. Na ploše okolo 0,3 km² se zde nachází okolo 600 domů. Žije v nich asi 800 lidí. Nejstarší domy jsou datovány do 17. století, většina však pochází z následujícího století. Od roku 1991 je celé toto centrum součástí světového dědictví.
Je to největší a nejlépe zachovaná stará dřevěná městská oblast v severských zemích s územním plánem sahajícím až do středověku. Ve 21. století je Stará Rauma turistickou atrakcí a živým nákupním centrem s mnoha malými obchody, kavárnami a restauracemi v ulicích.

## Galerie

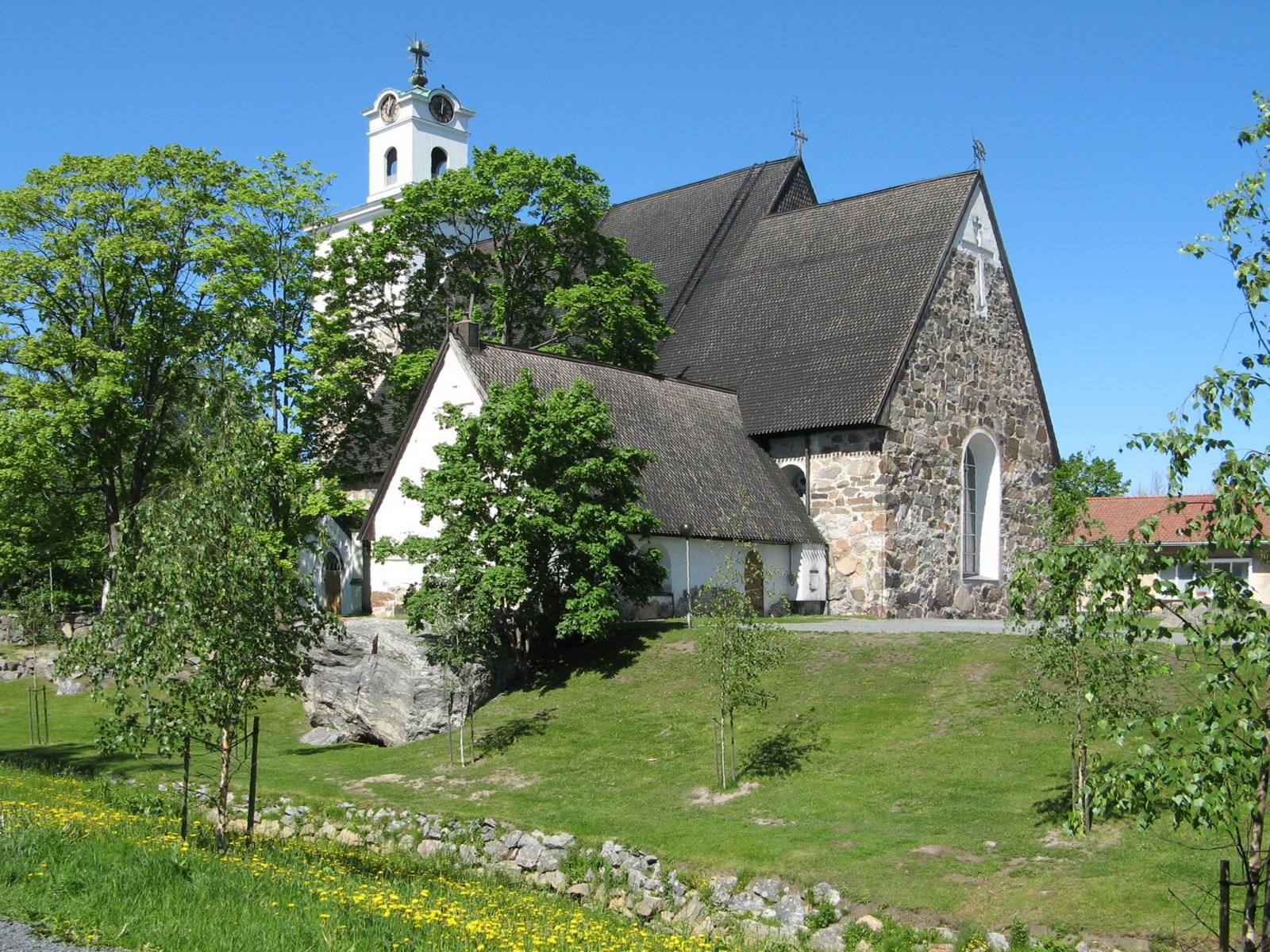
Kostel svatého Kříže
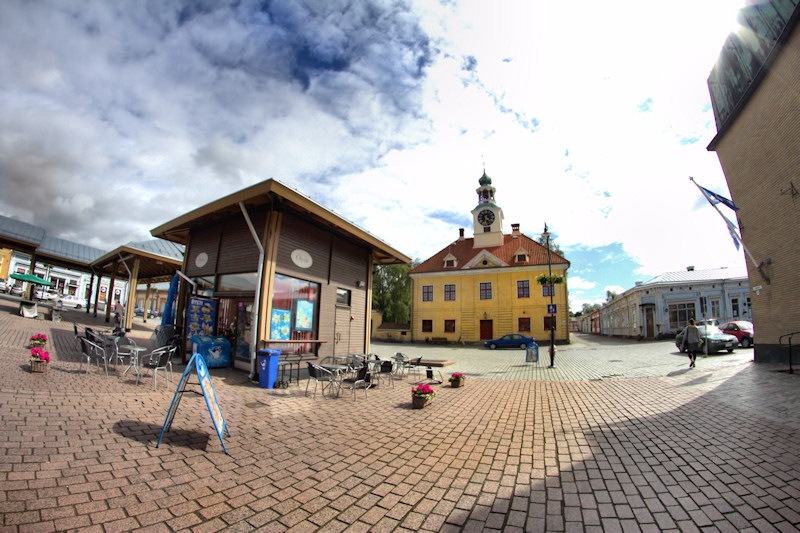
Náměstí v Raumě, v pozadí stará radnice
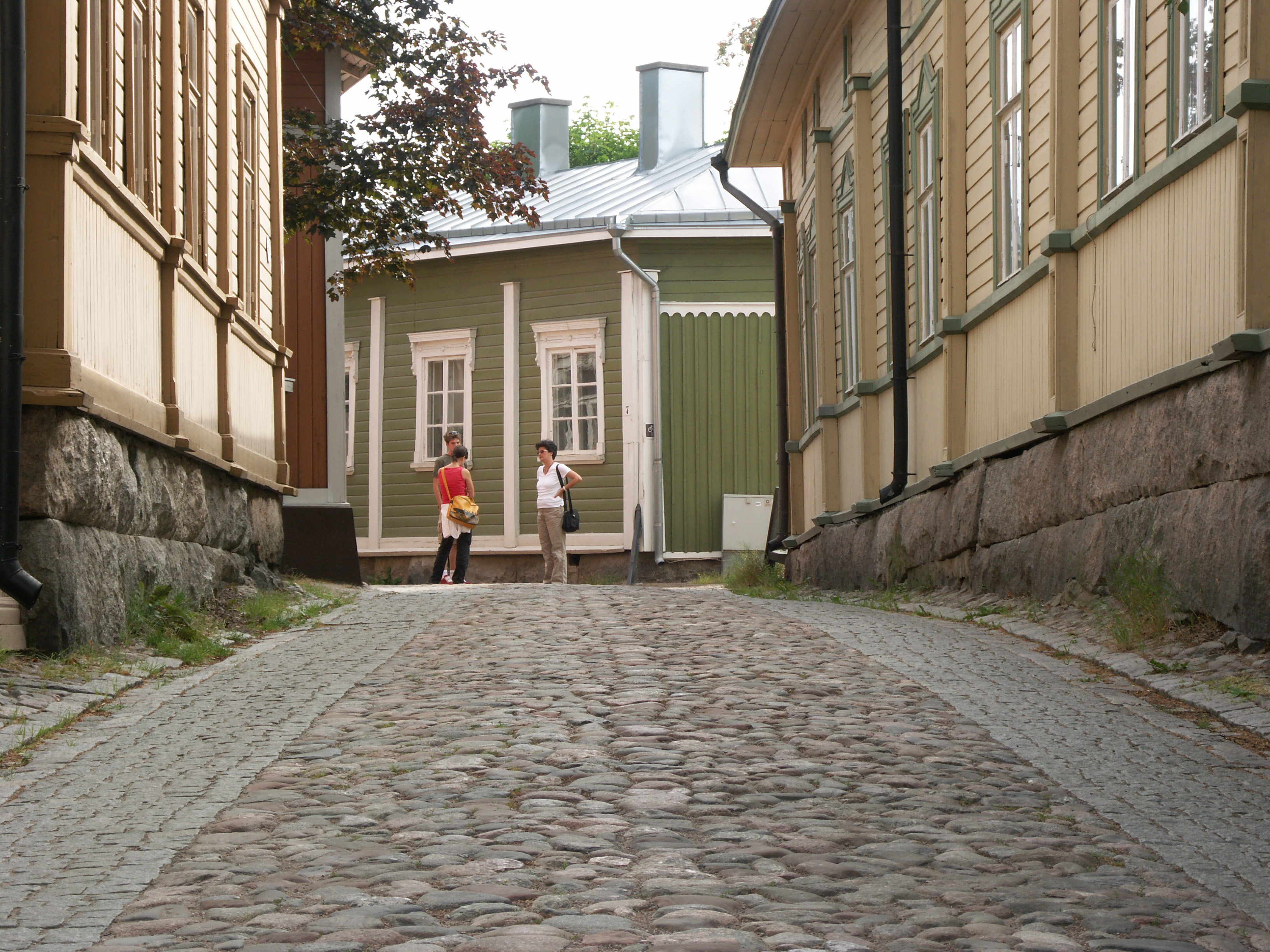
Ulice ve Staré Raumě
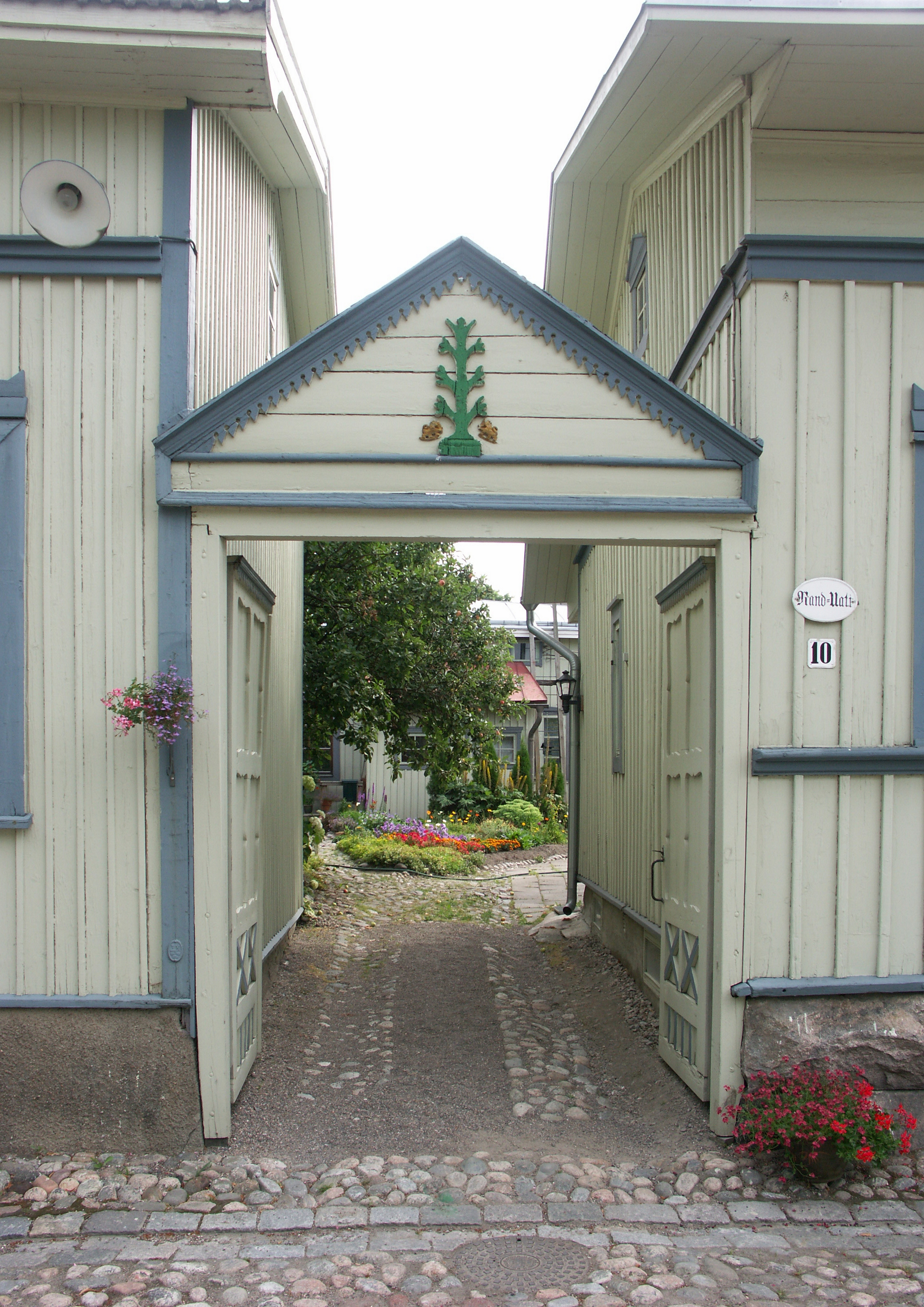
Zdobená brána